# Hababam Sınıfı
Série
Hababam Sınıfı Sınıfta Kaldı
(1976)
Pour plus de détails, voir Fiche technique et Distribution.
Hababam Sınıfı (La Classe du chaos) est un film turc réalisé par Ertem Eğilmez d'après le roman paru en 1957 de Rıfat Ilgaz. Produit en 1974, le film sort le 1er avril 1975. Encore très populaire, il est considéré comme un classique de la comédie turque,.

## Synopsis
Mahmut Hoca est nommé nouveau directeur adjoint et professeur d'histoire du lycée privé de Çamlıca. Il découvre qu'une classe de littérature est spécialement indisciplinée. Il cherche à en venir à bout à l'aide de nouvelles méthodes de punition. Mais d'autres incidents surviennent.

## Fiche technique
- Titre : Hababam Sınıfı
- Réalisation : Ertem Eğilmez
- Scénario : d'après le roman de Rıfat Ilgaz
- Photographie :
- Montage :
- Musique :
- Lieu de tournage : Pavillon Adile Sultan[5]
- Production :
- Société de production :
- Pays :  Turquie
- Genre : Comédie
- Durée : 88 minutes
- Dates de sortie : 1er avril 1975

## Distribution
- Kemal Sunal : İnek Şaban
- Münir Özkul : Mahmut Hoca, surnommé Kel Mahmut, proviseur adjoint et prof d'histoire
- Tarık Akan : Damat Ferit
- Halit Akçatepe : Güdük Necmi
- Adile Naşit : Hafize Ana
- Sıtkı Akçatepe : Paşa Nuri, prof de physique
- Ahmet Arıman : Hayta İsmail
- Akil Öztuna : Akil Hoca, prof de philosophie
- Muharrem Gürses : Muharrem Gür
- Cem Gürdap

## Suites
Le film connaît un grand succès et des adaptations des trois autres romans de la série sortent très rapidement : Hababam Sınıfı Sınıfta Kaldı (1975), Hababam Sınıfı Uyanıyor (1976), Hababam Sınıfı Tatilde (1977), réalisés par Ertem Eğilmez. Ils sont suivis de deux films au scénario original : Hababam Sınıfı Dokuz Doğuruyor (1978) réalisé par Kartal Tibet et Hababam Sınıfı Güle Güle (1981) par Ertem Eğilmez.
Trois autres films sortent en 2004-2005 : Hababam Sınıfı Merhaba réalisé par Kartal Tibet, Hababam Sınıfı Askerde et Hababam Sınıfı Üç Buçuk réalisés par Ferdi Eğilmez.
En 2019 sort Hababam Sınıfı Yeniden, puis en 2020 Hababam Sınıfı Yaz Oyunları.